# Bolo-Fouta
Bolo-Fouta is een gemeente (commune) in de regio Sikasso in Mali. De gemeente telt 4400 inwoners (2009).
De gemeente bestaat uit de volgende plaatsen:
- Doussoudiana (hoofdplaats)
- Laminina
- N'Tomogola
- Niakoni